# Sœurs hospitalières de Saint-Jean-de-Jérusalem
Les Sœurs hospitalières de Saint-Jean-de-Jérusalem sont une congrégation religieuse instituée au même moment que les Hospitaliers de l'ordre de Saint-Jean de Jérusalem dont les membres suivaient les mêmes règles.

## Histoire
Après la prise de Jérusalem par Saladin en 1187, les sœurs sont dispersées et se réfugient en Europe. Sancha, l'épouse du roi d'Aragon Alphonse II établit à Saragosse un couvent pour les accueillir mais n'y étaient admises que les filles nobles.
La congrégation s'étend ensuite en Italie, en France et en Angleterre et adopte la règle de Saint Augustin. En 1470, elle se place sous la protection du Saint-Siège.
En France, les Chanoinesses hospitalières siégeant à l'hôpital Sainte-Catherine à Paris se rattachent à l'Ordre.
Les membres de la congrégation soignent les malades, visitent les femmes pauvres et s'occupent de donner des sépultures pour les noyés ainsi qu'à tous ceux mourant de manière violente ou en prison.
Les membres de la congrégation portaient une robe blanche ceinturée et un manteau noir.